# Thoracobombus
Thoracobombus es un subgénero de abejorros Bombus.

## Distribución y hábitat
Habita en toda la costa mediterránea, toda Europa, en toda Asia exceptuando la India, Pakistán y Afganistán y en toda América exceptuando el norte de Canadá y Alaska. Habita en pastizales abiertos, praderas de montaña, hábitats semidesérticos y bosques tropicales montañosos y de tierras bajas, con menor frecuencia en bosques templados.  Thoracobombus es el único subgénero de abejorros que se encuentra en bosques húmedos y tropicales de baja altura.

## Descripción
Anida en la superficie o a veces bajo tierra. Son fabricantes de bolsillos, aunque a veces sólo al principio del desarrollo de la colonia, a veces no son fabricantes de bolsillos. Los nidos pueden estar bajo tierra, pero a menudo se encuentran en la superficie en bolas de hierba u hojas recogidas por las abejas (de ahí el nombre de "abejas guardianas" utilizado para algunas de las especies. Las colonias de algunas especies neotropicales pueden ser grandes y particularmente agresivas. Algunas de las especies del bosque tropical neotropical de tierras bajas tienen colonias que persisten por más de un año, con grandes nidos en la superficie del suelo. Se cree que una especie, B. inexspectatus, es un parásito obligado en colonias de otras especies.

## Especies
Junto al subgénero Pyrobombus este es el más numeroso ya que cuenta con 50 especies.
- Bombus sylvarum
- Bombus anachoreta
- Bombus armeniacus – abejorro armenio
- Bombus atripes
- Bombus deuteronymus
- Bombus exil
- Bombus filchnerae
- Bombus hedini
- Bombus honshuensis
- Bombus humilis
- Bombus imitator
- Bombus impetuosus
- Bombus inexspectatus Tkalcu, 1963 – en peligro de extinción.
- Bombus laesus
- Bombus mesomelas
- Bombus mlokosievitzii
- Bombus mucidus Gerstäcker, 1869 – en peligro de extinción
- Bombus muscorum
- Bombus opulentus
- Bombus pascuorum – abejorro cardador
- Bombus persicus
- Bombus pomorum
- Bombus pseudobaicalensis
- Bombus remotus
- Bombus ruderarius
- Bombus schrencki
- Bombus sonorus – abejorro de Sonora
- Bombus sylvarum
- Bombus tricornis
- Bombus velox
- Bombus veteranus
- Bombus zonatus
- Bombus dahlbomii